# Distrito autónomo de Chukotka
Chukotka (en ruso: Чукотский автономный округ, tr.: Chukotski avtonomni ókrug, en chucoto: Чукоткакэн автономныкэн округ, Chukotkaken avtonomnyken okrug) es uno de los cuatro distritos autónomos de la Federación de Rusia. Su capital es Anádyr. Está ubicado en el extremo noreste del país, en el distrito Lejano Oriente, limita al norte con el océano Ártico, al este con el mar de Bering y marítimamente con el estado de Alaska perteneciente a los Estados Unidos , al sur con Kamchatka, al suroeste con Magadán y al oeste con Sajá.
La región se localiza en el extremo nordeste de Rusia, en la costa del mar de Bering. Antes era un distrito autónomo del óblast de Magadán, pero declaró su separación en 1991, decisión que fue confirmada por la Corte Constitucional de Rusia en 1993.
El lago Elgygytgyn, un importante sitio de investigación científica sobre el cambio climático, está ubicado en Chukotka. Tradicionalmente el hogar de los nativos chukchis, yupiks siberianos, кoriakos, chuvanos, evenis / lamutos, yukaguiros, y los Antiguos Colonos Rusos, la región fue sometida a la colectivización y al asentamiento forzado durante la era soviética.
Chukotka tiene grandes reservas de petróleo, gas natural, carbón, oro y tungsteno, las cuales están siendo explotadas gradualmente; sin embargo, gran parte de su población vive del pastoreo de subsistencia de renos, de la caza y la pesca. La población urbana está empleada generalmente en minería, administración, construcción, arte y cultura, educación, medicina y otras profesiones.
El exgobernador de Chukotka, el empresario Román Abramóvich, conocido en Occidente porque fue dueño del club inglés de fútbol Chelsea, ha gastado millones de dólares en la región para el desarrollo de la infraestructura regional y para proveer ayuda directa a los habitantes. Y ha sido reelegido recientemente como diputado por la región.

## Demografía
| Gráfica de evolución de Distrito autónomo de Chukotka entre 1897 y 2020 |
|                                                                         |

- Grupos étnicos: de los 51.286 residentes de acuerdo con el censo del 2015, unos 33.878 eran eslavos, concretamente 27.918 rusos étnicos (51,9%) y 4.960 ucranianos (9,2%). El resto pertenecían principalmente a unos 86 pueblos autóctonos, entre ellos 12.622 chukchis (23.5%), 1.534 esquimales (2,85%), 1.407 evenis (2,6%), 951 chuvanos (1,77%). Unas 1.199 personas (2,3%) decidieron no especificar su etnia.[3][4]

## Transporte
Chukotka casi no dispone de carreteras y las comunicaciones aéreas son el principal medio de transporte de pasajeros. La región tiene algunas carreteras locales en constante funcionamiento entre algunos asentamientos. En el invierno, con la congelación de los ríos, los cauces son utilizados como carreteras que conectan los asentamientos, creando en la región una red uniforme de transporte. En 2009 la sustitución del puente de emergencia a través del río Loren de la carretera local de Lavrentiya a la aldea de Lorino, se convirtió en el principal evento relacionado con el transporte en Chukotka.

## Clima
A excepción de su capital, Anádyr, la exigua población local reside en poblados mayoritariamente pequeños diseminados por toda la enorme tundra, que en verano resplandece de vida animal y flora y en invierno queda sumida en una noche interminable, en la nieve, en los terribles vientos del Ártico y en la aurora boreal. Chukotka tiene costa con dos océanos, el océano Glacial Ártico y el océano Pacífico.
El verano, que suele ser muy corto (de junio a agosto) tiene en promedio una temperatura que va desde los 3 °C hasta los 12 °C, aunque en ocasiones se pueden registrar picos históricos de 20 °C o más. El invierno, que es muy duro y abarca en promedio nueve meses (de finales de octubre a comienzos de mayo) registra temperaturas que oscilan entre los -25 °C y -50 °C.